# Pomnik Oficera w Zambrowie
Pomnik Oficera II Rzeczypospolitej w Zambrowie został odsłonięty w niedzielę 5 września 2010 na placu przed Zambrowskim Parkiem Przemysłowym.
Z inicjatywą budowy pomnika wystąpił Urząd Miasta Zambrów w maju 2009. W drodze konkursu wybrano projekt rzeźbiarza Michała Selerowskiego.
W przeciwieństwie do innych pomników autorstwa Michała Selerowskiego, pomnik w Zambrowie posiada układ tradycyjny: postać stojącego oficera w mundurze wz. 36 z czasów II Rzeczypospolitej ustawiona na cokole z granitu. 
Pomnik upamiętnia istniejące w Zambrowie w czasach II Rzeczypospolitej dwie szkoły podchorążych rezerwy: piechoty i artylerii. Na cokole pomnika widnieją emblematy jednostek wojskowych: 71 Pułku Piechoty w formie wieńca laurowego z liczbą „71” w środku, odznaka Szkoły Podchorążych Rezerwy Piechoty i odznaka Mazowieckiej Szkoły Podchorążych Rezerwy Artylerii im. gen. Józefa Bema oraz tablica informacyjna.
Autor pomnika konsultował szczegóły umundurowania z Regionalną Izbą Historyczną oraz Muzeum Wojska Polskiego w Warszawie.
W uznaniu wartości artystycznej autor pomnika otrzymał w kategorii „twórczość i upowszechnianie kultury” nagrodę Złotego Żubra ufundowaną przez burmistrza Zambrowa.